# Fogó de petroli
|  | No s'ha de confondre amb Fogó Primus. |

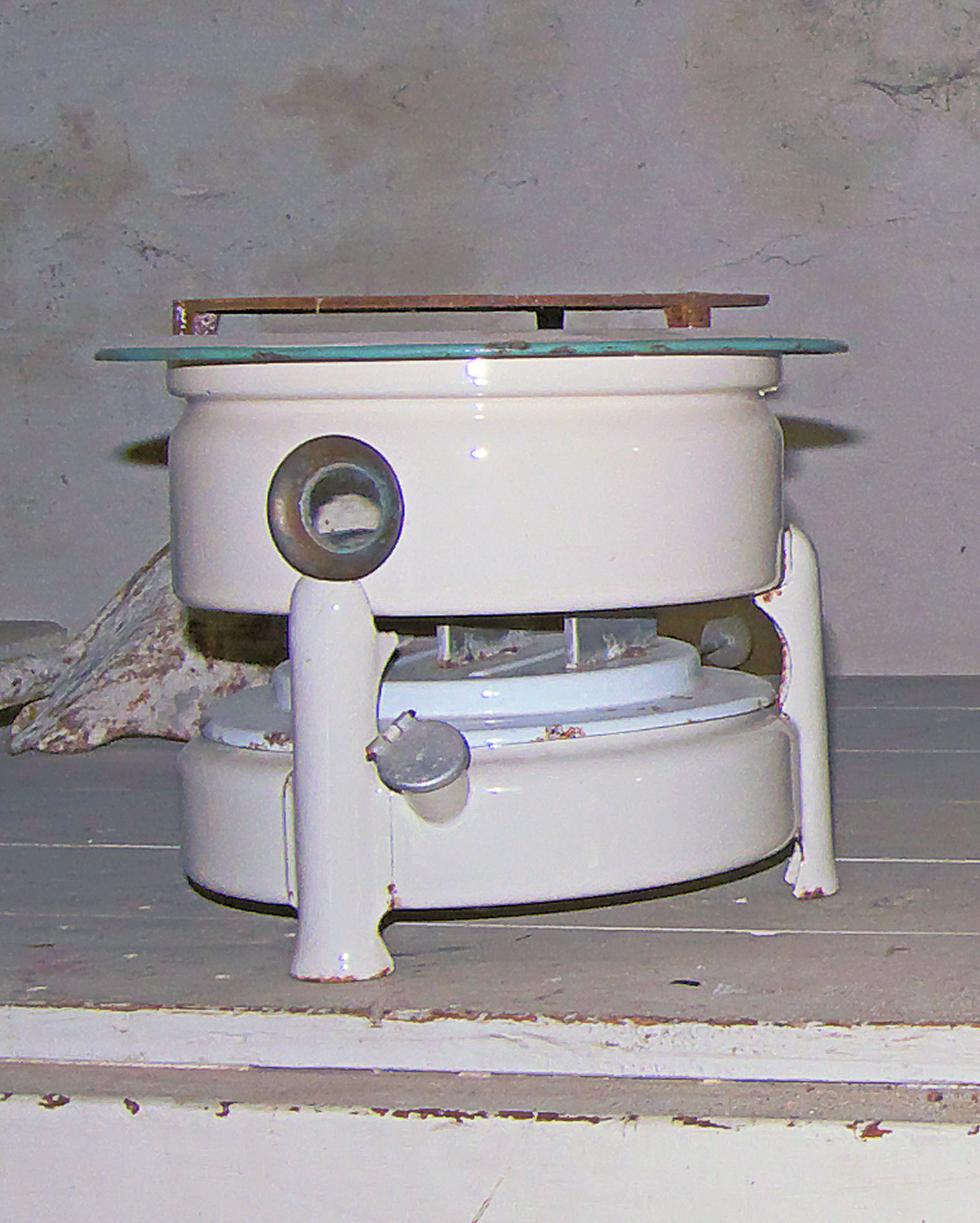
Fogó de querosè holandès

El fogó de petroli és un dispositiu per cuinar que utilitza el petroli com a combustible. Utilitza querosè no pressuritzat que crema mitjançant una metxa circular de cotó teixit (anomenada als EUA: Sockwick) com la que s'utilitza en les estufes de querosè. Produeix 8.700 BTU i té una flama regulable en alçària.
Els fogons de petroli es van emprar a tot el món, i encara estan en ús, principalment a països pobres amb una potència elèctrica limitada o poc fiable. A l'Espanya dels anys 50 es van utilitzar a les llars que simplement volien tenir un mitjà per cuinar que substituís la cuina econòmica y més barat que l'electricitat. En els països desenvolupats, amb l'arribada del gas ciutat, del gas butà i posteriorment del gas natural, aquest mètode de cocció pràcticament ha desaparegut.

## Descripció

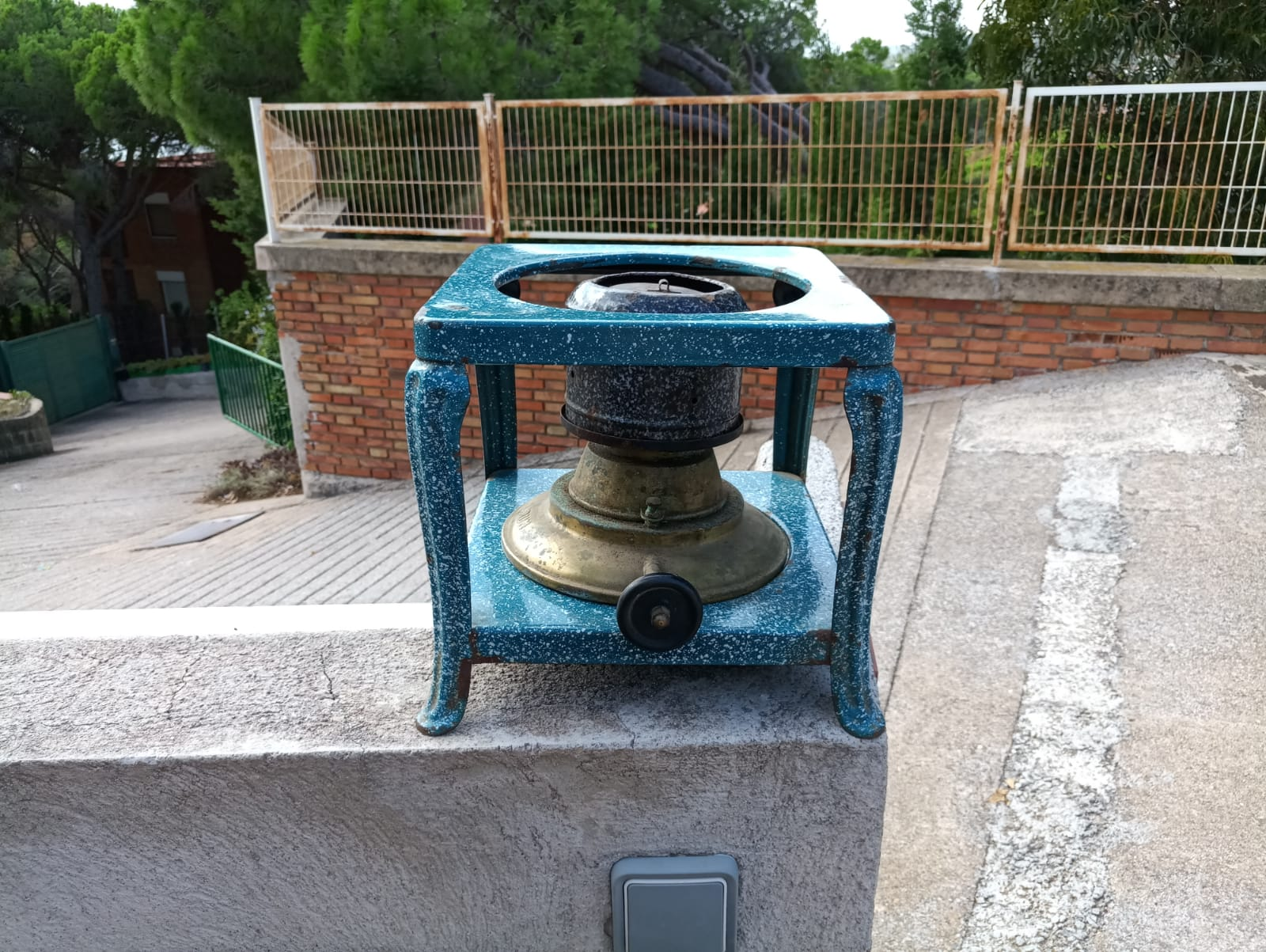
Fogó de querosè dels anys "50"

El dispositiu consisteix en un dipòsit esmaltat per al petroli, suportat per tres o quatre potes. La metxa és una banda de cotó aproximadament de 7 cm d'amplada disposada en forma circular, que xopa amb el querosè per capilaritat. El dipòsit està cobert amb una placa esmaltada (el portaobjectes) que té una o més ranures amb forma de xemeneia, sovint de 7 cm de longitud, per les quals passa la metxa que es pot ajustar en alçada amb l'ajuda d'uns rodet rotatiu. A la part superior del dipòsit es col·loca un suport esmaltat (tipus estalvis). Al damunt s'ha col·locat una reixeta sobre la qual es pot col·locar la cassola o el bullidor. Hi ha un forat de visió a la part davantera del fogó, a través del qual es pot comprovar l'alçada de la flama. Es pot encendre la metxa i fer que la flama es cremi més alta i deixi anar més calor. Tanmateix, si és massa alta, la flama farà fum: i produirà sutge. Per apagar la flama, s'amaga la metxa amb el rodet fins que s'apagui.

## Funcionament

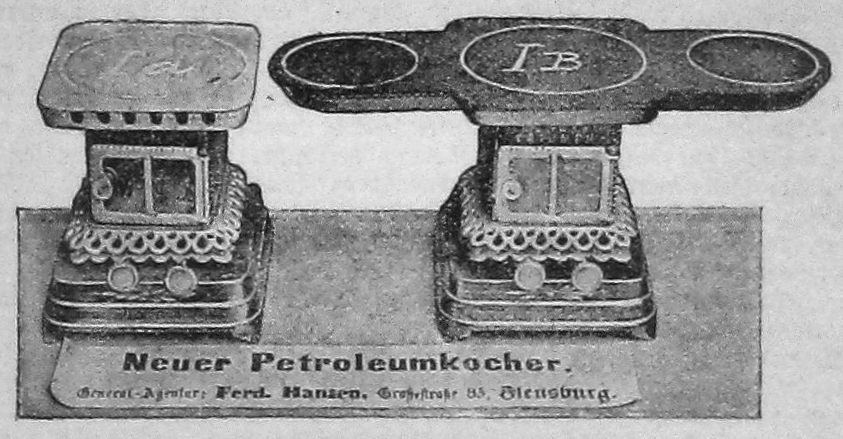
Fogó de querosè amb metxa.

El seu funcionament és senzill. Porta una càrrega de querosè d'aproximadament 1 litre (segons la grandària del dipòsit adjunt). En aquest dipòsit hi ha submergit l'extrem d'una metxa que es xopa amb el combustible i l'altre extrem surt a l'exterior a través d'una ranura de secció circular situada a la tapa (generalment amb rosca) que tanca el dipòsit de combustible per la part superior del mateix. Aquesta ranura té una cremallera que s'acciona mitjançant un petita rodeta moletejada que permet pujar o baixar la metxa i així regular la seva part exposada a l'exterior (és a dir: el segment de metxa que permet la combustió) i per tant, d'aquesta manera, adequar la mida de la flama, i conseqüentment la major o menor quantitat de calor generat, evitant la producció de fum. Atès que la metxa es va desgastant, cal anar pujant-la per mitjà d'aquest sistema perquè es mantingui la flama. Lògicament, al cap d'un temps d'ús la metxa s'acaba cremant totalment, sent necessari reemplaçar-la. A més a més té una coberta de metall que protegeix la flama del vent alhora que condueix l'escalfor cap a la part de Dalt on es posen el recipient per cuinar. Per encendre-la, es retira momentàniament aquesta coberta.

## Precaucions
Com qualsevol aparell que funcioni amb petroli pot suposar un perill d'incendi, es recomana seguir algunes precaucions de sentit comú:
- Proporcionar una bona ventilació.
- Tenir a prop un extintor (no utilitzar mai aigua per apagar un incendi de petroli).
- No deixar una estufa de foc sense vigilància.
- No utilitzar fogons de petroli per escalfar la casa
- Mantenir els nens lluny dels fogons.